# Национальный театр Ивана Вазова
Национальный театр Ивана Вазова (болг. народен театър "Иван Вазов") — национальный драматический театр в столице Болгарии городе Софии, назван в честь классика болгарской драматургии Ивана Вазова. Является главной театральной сценой Болгарии.
Национальный театр Ивана Вазова является старейшим и самым авторитетным театром в Болгарии после освобождения, он является преемником столичной драматической группы «Слеза и смех» (болг. Сълза и смях), которая в 1904 году была преобразована в Болгарский национальный театр, с 1906 до 1952 года — Национальный театр, в 1952-62 годах назывался Национальный театр Кръстю Сарафов, в дальнейшем в 1962 — 77 годы и с 1982 года постоянно — Национальный театр Ивана Вазова.

## Общая информация
Национальный театр Ивана Вазова находится в роскошном специально построенном театральном здании по адресу: ул. Игнатия Дякона, д.. 5, г. София-1000 (Болгария).
Здание театра возведено в 1906 году по проекту Бюро Фельнер & Гельмер. Постройка претерпела несколько пожаров, но каждый раз была реконструирована.
В настоящее время Софийский Национальный театр имеет современное оборудование и большую сцену на 750 мест, также камерный зал на 120 мест и сцену на четвёртом этаже на 70 посадочных мест для зрителей.
В настоящее время директором театра является Павел Васев (болг. Павел Васев).

## Здание театра
Здание Национального театра было построено неподалёку от бывшего княжеского дворца в Софии (сегодня это здание Национальной художественной галереи) по проекту австрийского архитекторского бюро «Бюро Фельнер & Гельмер». Строительство было завершено в конце 1906, и торжественно открыто для выступлений 3 января 1907 года.
В 1923 году, во время представления начался пожар, который нанёс зданию значительные повреждения. Театр был окончательно восстановлен в 1929 году по проекту немецкого архитектора Мартина Дюльфера, работами руководил болгарский инженер-строитель Кирилл Чапаров (болг. Кирилл Чапаров).
Во время бомбардировок Софии в ходе Второй мировой войны (1943-44) зданию Национального театра был нанесён серьёзный ущерб. Отреставрировано оно было в 1945 году. Последняя по времени реконструкция театрального помещения имела место в 1971-75 годы, тогда же был создан специальный камерный зал.
В 2007 году в Национальном театре Ивана Вазова были проведены ремонтные работы, был обновлён фасад, кровля, скульптуры и т. д.
В живописи фасадов были использованы краски с содержанием каучука, что повышает выносливость стен при различных погодных условиях. Позолоченные декоративные элементы были заново покрыты сусальным золотом.

### Здание в кино
В эпизоде фильма «Хитмэн», снимавшемся в Софии, в кадре видны театр «Иван Вазов» и надпись на его портале (при этом действие происходит в России).

## Национальный театр в 1904—1944 годах

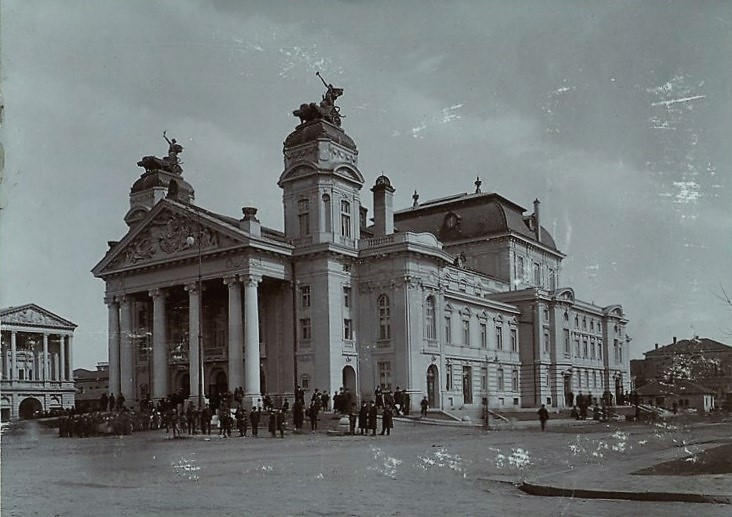
Театр в 1907 году

После создания театра главным режиссёром театра стал Йозеф Шмаха. В открытом 1925 года театральном училище воспитывалось новое поколение талантливых артистов. В 1920 — 30 -х годах, когда директором течение почти 2 десятилетий был Владимир Василев.
Среди руководителей Национального театра в Софии в 9 сентября 1944 года — Ил. Миларов, Пенчо Славейков, а среди директоров — Иван Попов, Б. Ангелов, В. Йорданов, Ст. Л. Костов и другие. Из числа режиссёров, драматургов и художников того времени заметный след в истории коллектива оставили Юрий Д. Яковлев, Николай Лилиев, Боян Дановский, Николай Массалитинов, Хрисан Цанков, Ивана Пенкова, Ивана Милева.

## Театр в послевоенной БНР
Несмотря идеологическую зашоренность и надзор, а также господство в искусстве догм так называемого социалистического реализма, на сцене Национального театра в Софии в послевоенное время были постановки высокого художественного уровня, в основном классические произведения болгарской и мировой драматургии.
Ведущие режиссёры театра во времена социализма — Стефан Сырчаджиев, Филип Филипов, Христо Мирский, Енчо Халачев, Николай Люцканов, Моисей Бенеш, Младен Киселов, Крикор Азарян и другие.
Театр продолжает традиции корифеев, среди которых была Адриана Будевская, а его актёрское лицо в это время определяют: Таня Массалитинова, Маргарита Дупаринова, Славка Славова, Мила Павлова, Андрей Чапразов, Рачко Ябанджиев, Асен Миланов, Спас Джонев, Апостол Карамитев, Йордан Матев, Стефан Гецов, Любомир Кабакчиев и многие другие актёры.

## После 1989 года
С начала 1990-х годов директором театра является профессор Василий Стефанов, с перерывом на период 2000-03 годов.
В результате демократических изменений, театр установил непосредственные взаимоотношения с другими театральными коллективами Европы, участвовал в ряде театральных фестов и конкурсов.
К числу режиссёров, которые осуществили успешные в этом десятилетии постановки, относятся: Леон Даниел, Маргарита Младенова, Александр Морфов, Иван Добчев.
Данное здание было задействовано в съёмках фильма «Хитмэн» (Hitman, реж. Ксавьер Генс, 2007), где события происходили якобы в России, изображая одно из зданий Санкт-Петербурга.

## Репертуар
В репертуаре Национального театра Ивана Вазова — постановки по произведениям известных европейских и мировых авторов, а также видных представителей болгарской литературы.
Так театральная афиша 2010 года включает представления как классические, так и экспериментальные: «Снегирёв и его сын Илюша» по мотивам романа «Братья Карамазовы» Ф. Достоевского, «Сирано де Бержерак», «Вишнёвый сад», «Дон Жуан» и т. д.